# Santi Gervasio e Protasio (Rapallo)

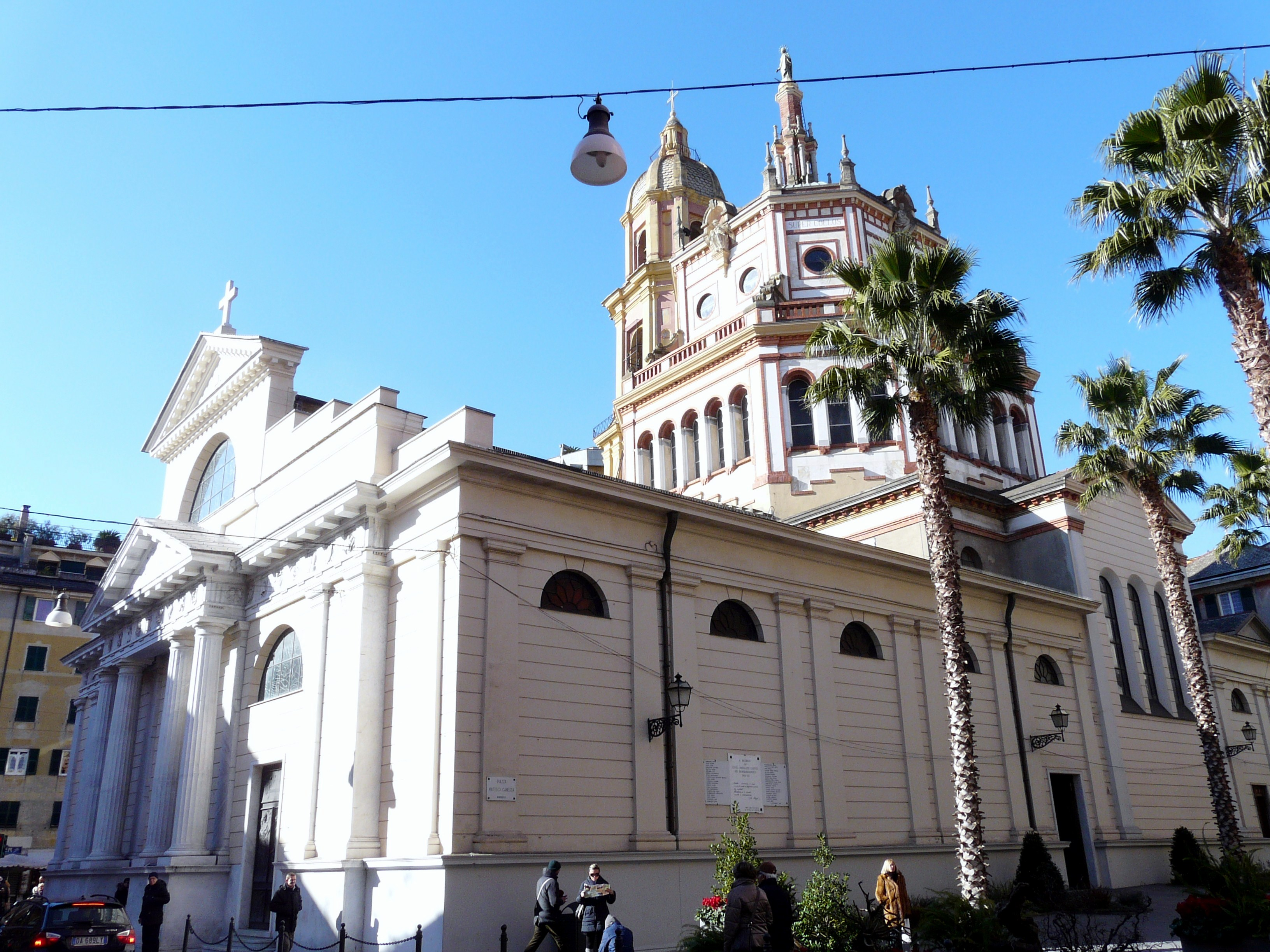
Basilika Santi Gervasio e Protasio

Die Basilika Santi Gervasio e Protasio ist eine römisch-katholische Kirche in Rapallo im Osten der Metropolitanstadt Genua, Italien. Die Stifts- und Pfarrkirche des Bistums Chiavari hat den Rang einer Basilica minor. Sie wurde im 12. Jahrhundert geweiht und präsentiert sich heute vor im Stil des Klassizismus.

## Geschichte
Die Weihe der Kirche zu Ehren der heiligen Gervasius und Protasius wurde nach schriftlichen Quellen am 11. Oktober 1118 von Papst Gelasius II. auf seiner Reise nach Frankreich offiziell vollzogen. Der genaue Tag wird wegen des Weihedatums der Kathedrale von Genua am 10. Oktober reisetechnisch aber als weniger wahrscheinlich gesehen. Der Bauzeitpunkt der Kirche ist nicht dokumentiert, bereits in römischer Zeit stand hier ein Tempel, wie eine aufgefundene Weihetafel belegt. Im Jahr 1143 wird von der Existenz eines Kanonikerkapitels berichtet.

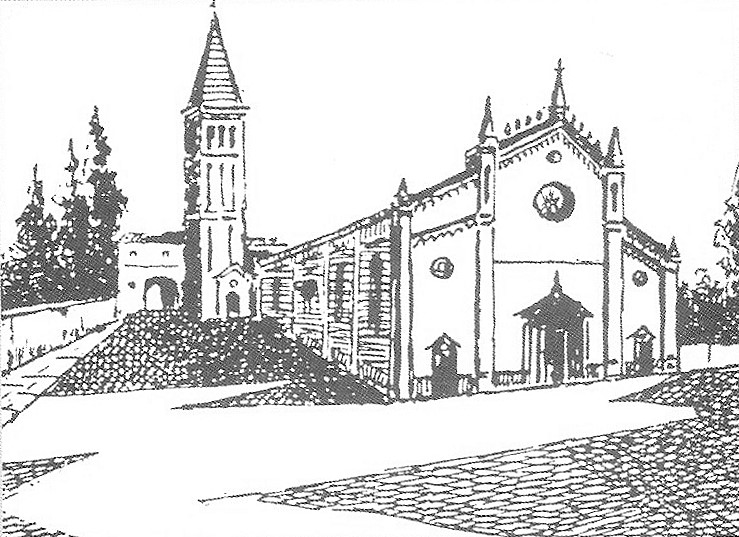
Darstellung der Kirche im 18. Jahrhundert

Eine spätere Kirche wurde im gotisch-romanischen Stil errichtet und erfuhr im Laufe der Zeit verschiedene Veränderungen und Umbauten, die durch Überfälle, Plünderungen und Zerstörungen in der damaligen Küstenstadt Rapallo verursacht wurden. Anfang des 17. Jahrhunderts erfolgten nach einer Visitation von Bischof Orazio Spínola bedeutendere Umgestaltungen. Im Jahr 1679 wurde eine neue Apsis an der Seite des alten Eingangs erbaut, womit auch das gotisch-romanische Erscheinungsbild ersetzt wurde. Der Chor wurde 1721 mit salomonischen Säulen mit erweitert und durch die Schenkung eines hölzernen Kruzifixes (1725) durch einen Bürger ergänzt. Das Kreuz wurde später in die Fraktionskirche von San Quirico d'Assereto gebracht.
Der Glockenturm stand ursprünglich an der rechten Seite der Kirche. Um 1750 sollte der Turm erhöht werden. Die Arbeiten wurden wegen der stärker werdenden Schiefstellung aber 1753 aufgegeben und der Turm abgerissen. Am neuen Standort neben der Apsis war der Baugrund aber ebenfalls unsicher, weshalb der Glockenturm bis 1768 etagenweise auf am Ende 67 Meter erhöht wurde, was ihn zum höchsten Liguriens machte. Er erhielt ein Geläut mit 12 Glocken.
Am 14. Oktober 1794 wurde die Basilika von einer Überschwemmung des Wildbachs Boate heimgesucht, die die Ausstattung zerstörte; weitere Überschwemmungen folgten im 19. und 20. Jahrhundert. In der zweiten Hälfte des 19. Jahrhunderts wurden mit dem Umbau des Innenraums und der neuen klassizistischen Fassade durch den Architekten Gio Batta Olivieri zwischen 1852 und 1856 weitere wesentliche Veränderungen vorgenommen. Der endgültige und vollständige Wiederaufbau der Basilika fand in den ersten Jahren des 20. Jahrhunderts statt. Initiator war der neue Erzpriester Cesare Boccoleri, der später Bischof des Bistums Terni und dann des Bistums Modena werden sollte. Ab dem Jahr 1907 wurde die Kirche neben anderem um eine moderne Kuppel des Mailänder Architekten Gaetano Moretti ergänzt. Trotz der Auswirkungen des Ersten Weltkriegs konnte das Projekt mit der feierlichen Einweihung der neuen Basilika am 1. Juli 1920 abgeschlossen werden. Im Mai 1925 wurde die Kirche von Papst Pius XI. in den Rang einer Basilika minor erhoben. An der Spitze der Kuppel wurde am 1. Juni 1931 die Bronzestatue der Madonna von Montallegro aufgestellt.
In der Endphase des Zweiten Weltkriegs wurde die Kirche, wie auch andere Teile der Stadt, am 28. Juli 1944 von alliierten Luftangriffen getroffen, die zu Schäden im Inneren des Gebäudes und zum Einsturz des rechten Seitenschiffs führten; aufgrund dieser Schäden war die Basilika bis zum 29. März 1947 für Gottesdienste geschlossen.

## Beschreibung
Das Bronzeportal des Haupteingangs mit dem künstlerischen Thema der Erscheinung der Madonna von Montallegro (Schutzpatronin von Rapallo und des alten Kapitänsamtes in der Genueser Zeit) an den Bauern Giovanni Chichizola, die sich am 2. Juli 1557 ereignete, ist das Werk des Bildhauers Arrigo Minerbi, der es 1957 in Zusammenarbeit mit Piero Brolis schuf. Die anderen Seitentüren, ebenfalls aus Bronze, sind das Werk von Guglielmo Salvini und stellen die Heilige Lucia, die Heilige Rosalia sowie die Heiligen Gervasius und Protasius dar.

## Innenraum

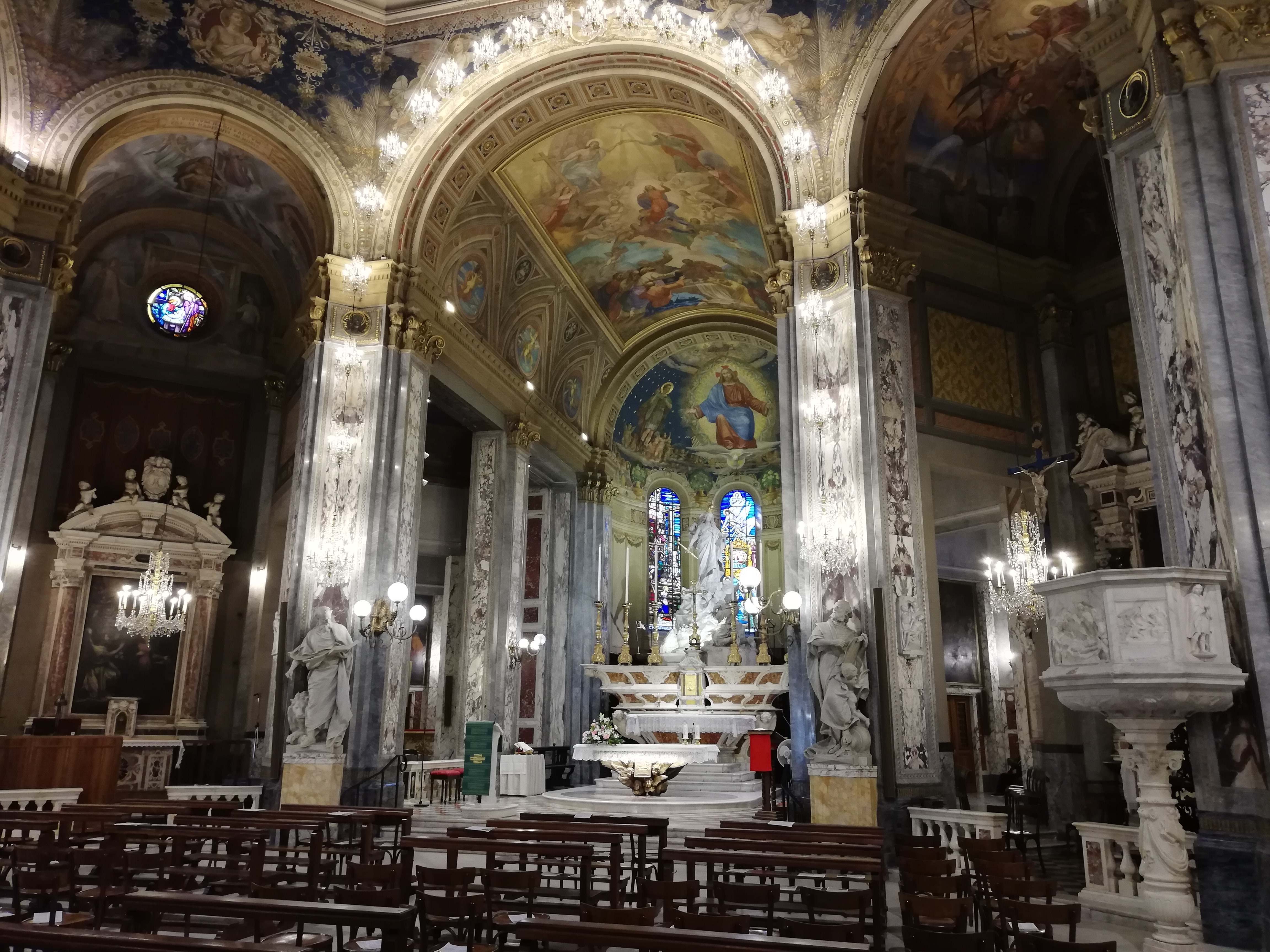
Chorraum

### Rechtes Kirchenschiff
Im rechten Seitenschiff, das nach dem Luftangriff vom 28. Juli 1944 wieder aufgebaut wurde, befindet sich ein Baptisterium mit einem Marmorbecken aus dem 17. Jahrhundert und einer Skulptur des Bildhauers Italo Primi aus Rapallo, die die Taufe Jesu durch den Heiligen Johannes den Täufer darstellt. Im nächsten Seitenaltar, der dem Kruzifix gewidmet ist, befinden sich die beiden Holzstatuen des hl. Franz von Assisi und der hl. Klara, die 1961 aufgestellt wurden, sowie ein altes Holzbild. In der gleichen Nische erinnern zwei Gedenktafeln an den Kanoniker Silvio Camogli, der 1944 bei einem Bombenangriff ums Leben kam, und an den englischen Priester Chute, einen Freund des Schriftstellers Ezra Pound, der die Restaurierung des Altars finanzierte.
Auf dem Weg zum Hauptaltar befinden sich zwei weitere Seitenaltäre: das Gemälde des hl. Don Bosco des Malers Mattia Traverso, das 1948 von Kardinal Eugène Tisserant zum Gedenken an die Präsenz des Salesianerordens in Rapallo gesegnet wurde, und das Altarbild des hl. Antonio Maria Gianelli von Nicola Neonato aus dem Jahr 1950. Die Ädikula des hl. Antonius von Padua bildet den Abschluss des Kirchenschiffs.

### Linkes Kirchenschiff
Der erste Altar, den man durch das Hauptportal betritt, ist der hl. Lucia gewidmet und beherbergt ein Gemälde, das auf das Jahr 1600 datiert wird und dem Maler Giovanni Andrea De Ferrari zugeschrieben wird. Es zeigt die hl. Lucia zwischen den hln. Erasmus, Antonius dem Abt, Johannes dem Evangelisten und Katharina von Alexandria vor einem Flusshintergrund. Die hölzerne Gruppe der Madonna von Montallegro des Bildhauers Stuflesser befindet sich ebenfalls in dieser Nische.
Der nächste Altar, der 1693 von Gio Bernardo Garvo geschaffen wurde, beherbergt die auf Holz gemalte Madonna des Rosenkranzes aus dem 17. Jahrhundert und zwei Marmorstatuen des hl. Dominikus und der hl. Rosa des Bildhauers Francesco Baratta. Das Kirchenschiff endet mit dem Altar der Schmerzensmutter mit dem Gemälde der Kreuzabnahme von Luca Cambiaso und dem Bild der hl. Rita von Cascia sowie dem Schrein der Muttergottes von Lourdes mit alten Reliquien.

### Mittelschiff

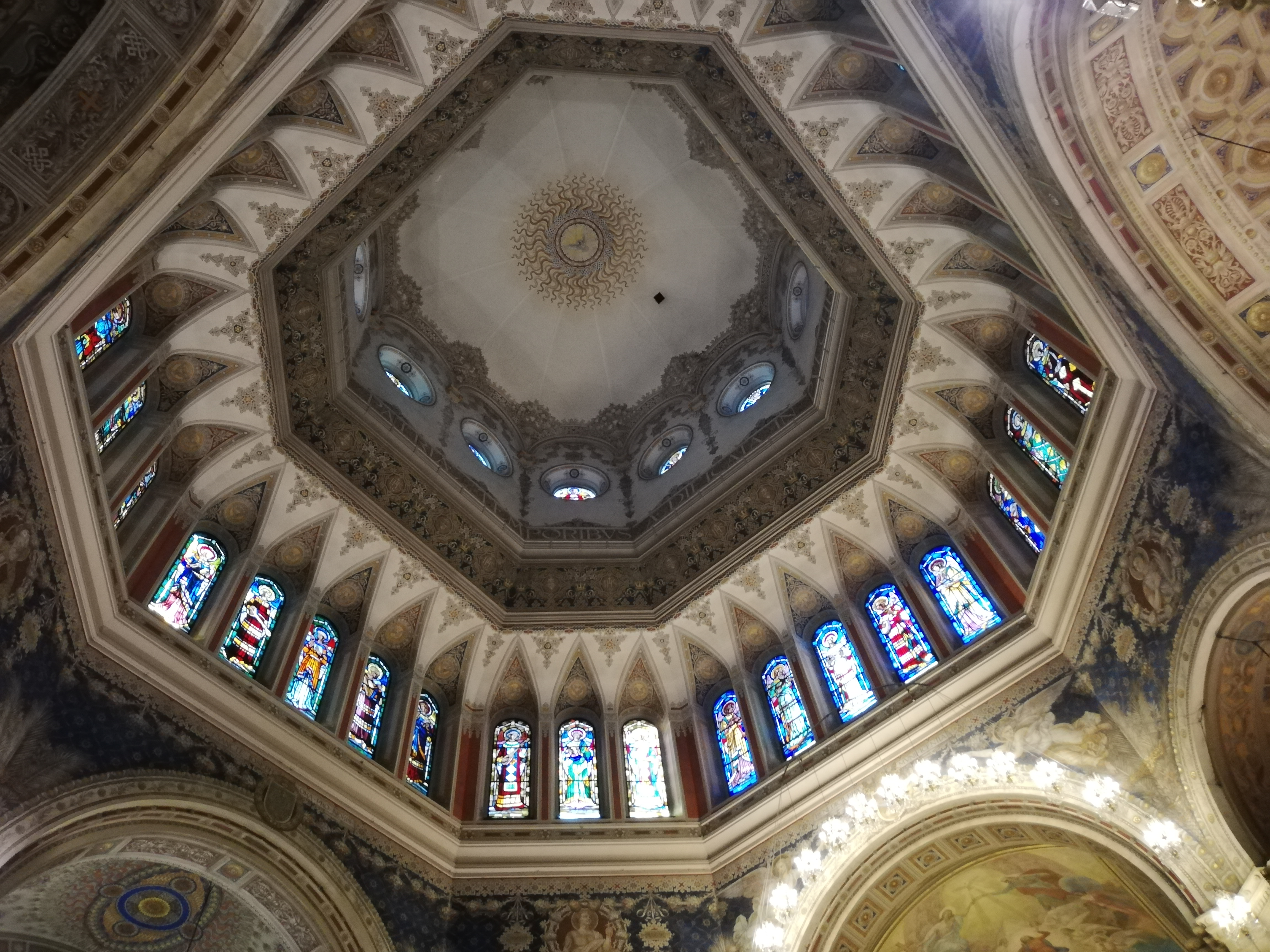
Innenseite der Kuppel

Die Fresken im Kirchenschiff stammen aus dem Jahr 1854 und sind ein Werk des venezianischen Malers Agostino Bottazzi, das durch das polychrome Licht der Glasfenster an der Fassade aus dem Jahr 1960 des Künstlers Rolando Monti noch verstärkt wird.
Das Innere der achteckigen Kuppel ist mit Jugendstilfresken des Malers Archimede Albertazzi geschmückt, die zwischen 1918 und 1920 entstanden sind. In dieser Zeit wurden auch die zweiundvierzig polychromen Glasfenster eingebaut, die einen Engelschor darstellen. Im Bereich unter der Kuppel befinden sich auch die vier Marmorstatuen der Evangelisten von Antonio Orazio Quinzio, die am 4. Februar 1932 auf den Säulen aufgestellt und vom Bischof von Chiavarese, Amedeo Casabona, gesegnet wurden; die Statuen wurden von den Erbauern der Kirche San Michele Arcangelo in San Michele di Pagana gekauft und später hierher gebracht.
Die Marmorkanzel, die sich an einen Pfeiler des rechten Seitenschiffs lehnt, wurde von dem Handwerker Lorenzo Riddi nach der Sammlung von Geldern und Spenden der örtlichen Bevölkerung im Jahr 1637 angefertigt. Die sechs Flachreliefs, die Szenen aus der Passion Jesu und die Schutzpatrone der Kirche darstellen, stammen vermutlich aus einer Kapelle, die im 13. Jahrhundert von Kardinal Ottobono Fieschi, dem späteren Papst Hadrian V., errichtet wurde, der durch einige Familiengüter mit der Stadt Rapallo verbunden war.
Im Querschiff befindet sich der dem Allerheiligsten geweihte Altar, der von Gaetano Moretti im Rahmen der letzten Überarbeitung der Basilika im Auftrag der Familien Castagneto und Murtula aus Rapallo angefertigt wurde, mit der Dekoration des Freskos der Erscheinung von Montallegro von Archimede Albertazzi und den mehrfarbigen Glasfenstern von Olindo Grassi. Gegenüber befindet sich der Altar des hl. Josef mit dem 1921 geschaffenen Altar aus polychromem Marmor des Bildhauers Antonio Rovelli und den Büsten der Wohltäter Angelo Castagneto und Maria Vaccaro Castagneto. Die anschließenden Seitenaltäre, rechts der hl. Blasius und links die Annunziata, enthalten ein Gemälde von Domenico Fiasella aus dem Jahr 1635 und ein zeitgenössisches Altarbild, das ebenfalls dem Maler zugeschrieben wird. Das Gemälde mit dem Halswunder erzählt mit intensivem Realismus das Wunder des Blasius, der während seiner Gefangenschaft den Hals des Kindes berührt und es von einer Fischgräte heilt, die in seiner Kehle steckt.

### Chor

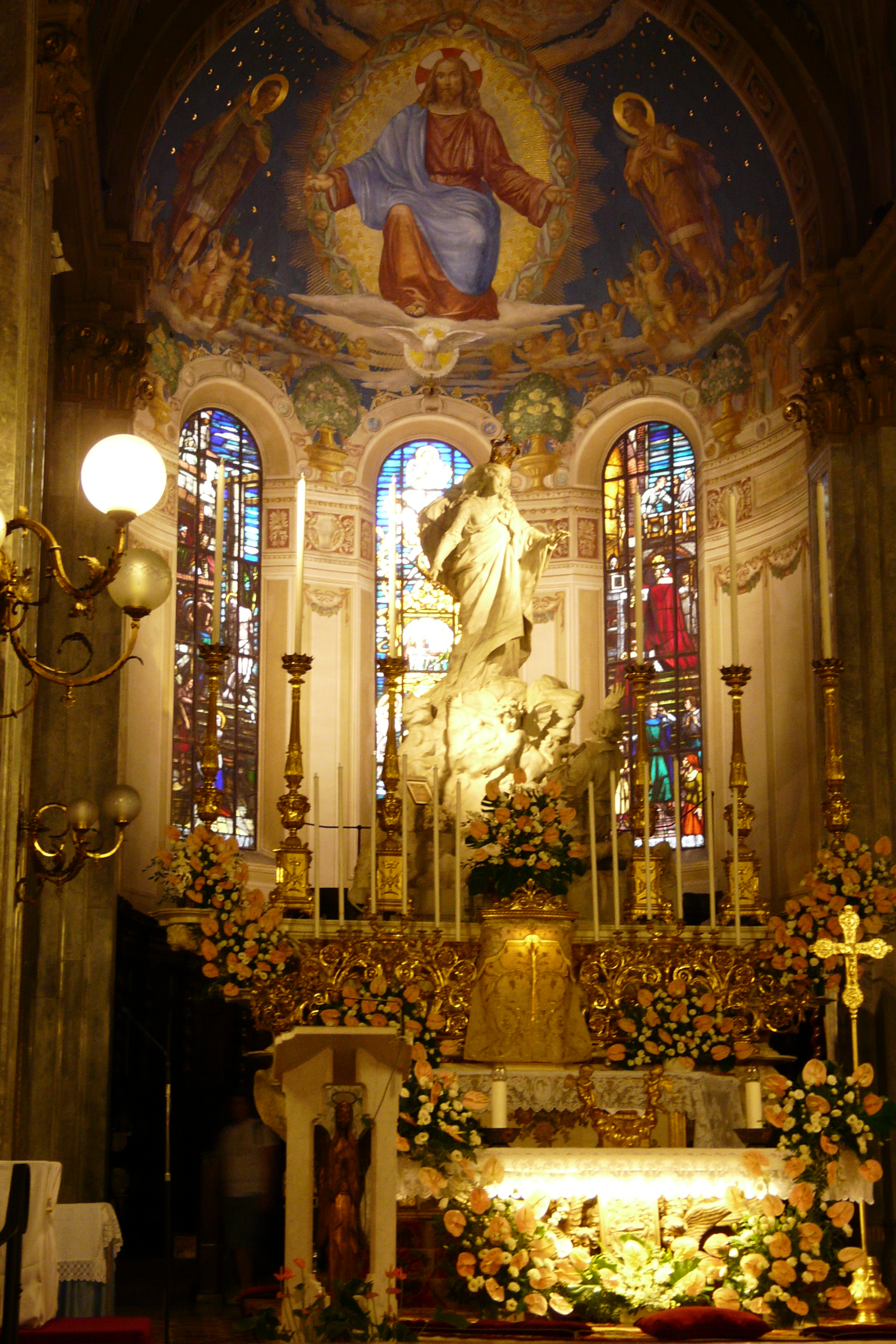
Altarraum

Im Chorraum steht der große Marmoraltar des Bildhauers Bernardo Schiaffino, der am 1. Juni 1728 für das Kloster Santa Chiara da Montefalco in Auftrag gegeben und 1919 hierher übertragen wurde, nachdem es Jahre zuvor aufgelöst worden war. In der Mitte steht die voluminöse Marmorgruppe der Erscheinung der Muttergottes von Montallegro an den Bauern Giovanni Chichizola von Enrico Quattrini, die in einer feierlichen Zeremonie am 12. September 1926 gesegnet wurde. Links ist der neue liturgische Bronzealtar zu sehen, der 1992 von Giorgio Gnudi geschaffen wurde.
Im Gewölbe der Apsis befindet sich ein großes Fresko von Christus Pantokrator mit den hl. Gervasius und Protasius, gemalt 1925 von Archimede Albertazzi; im Gewölbe ist die Himmelfahrt Mariens von Pasquale Arzuffi aus dem Jahr 1938.
An den Wänden des Chorraums befinden sich Gemälde der hl. Rosalia, ein Geschenk des Adligen Gervasio Pescia aus dem Jahr 1679, der Rosenkranzmadonna von Domenico Piola, Szenen aus dem Leben der hln. Gervasius und Protasius von Santino Fortunato Tagliafico aus dem Jahr 1890, des hl. Nikolaus von Myra aus dem 17. Jahrhundert, die Flucht nach Ägypten und der Besuch der hl. Elisabet aus dem 20. Jahrhundert.
Die vierzehn Kreuzwegstationen, die entlang der Säulen des Basilikaumfangs angeordnet sind, wurden 1943 von dem venezianischen Künstler Oreste Zampieri angefertigt; sie wurden zunächst nicht im Inneren der Kirche aufgestellt, so dass sie von den Luftangriffen im Jahr 1944 verschont blieben, und wurden schließlich im Juni 1948 aufgestellt.